# دانييل دوبياتشانك
دانييل دوبياتشانك مواليد 15 يوليو 1983، هو لاعب كرة يد مقدوني يلعب كحارس مرمى. يلعب حاليا مع كاداتن شافهاوزن ويحمل الرقم 10. مثل منتخب مقدونيا لكرة اليد.

## سجل المنافسة
شارك في البطولات التالية:
- بطولة أوروبا لكرة اليد للرجال 2016